# Фоминская (Карелия)
Фоминская — деревня в Медвежьегорском районе Республики Карелия. Входит в состав Шуньгского сельского поселения.

## География
Деревня находится на восточном берегу озера Путкозеро.

## Население
| 2002 | 2010 | 2013 |
| ---- | ---- | ---- |
| 30   | ↘13  | ↗14  |